# Fractured (album Lunatic Soul)
Fractured è il quinto album in studio del gruppo musicale polacco Lunatic Soul, pubblicato il 6 ottobre 2017 dalla Kscope.

## Descrizione
L'album si compone di otto brani, accomunati da testi di carattere più positivo rispetto a quanto operato in passato dal frontman Mariusz Duda, il quale, in occasione della presentazione dello stesso, ha dichiarato:
Anche dal punto di vista musicale, Fractured rappresenta un cambiamento nelle sonorità dei Lunatic Soul, divenute più accessibili grazie anche al coinvolgimento di un'orchestra sinfonica e all'integrazione di una maggiore influenza elettronica.

## Promozione
Come prima anticipazione all'album il 27 luglio 2017 i Lunatic Soul hanno presentato l'omonimo Fractured, seguito a inizio settembre da Anymore, quest'ultimo distribuito anche su CD. Il 3 ottobre è stata la volta del terzo singolo Moving On, traccia di chiusura dell'album, accompagnato dal relativo videoclip una settimana più tardi.
L'album è stato reso disponibile dalla Kscope il 6 ottobre 2017 in edizione CD e doppio vinile; una versione speciale in musicassetta è stata commercializzata dalla Mystic Production il 19 dicembre dello stesso anno.

## Tracce
Testi e musiche di Mariusz Duda.
1. Blood on the Rightrope – 7:19
2. Anymore – 4:37
3. Crumbling Teeth and the Owl Eyes – 6:42
4. Red Light Escape – 5:43
5. Fractured – 4:36
6. A Thousand Shards of Heaven – 12:16
7. Battlefield – 9:05
8. Moving On – 5:14

## Formazione
Musicisti
- Mariusz Duda – tastiera, basso, chitarra acustica, piccolo bass, percussioni, programmazione, voce, cori
- Wawrzyniec Dramowicz – batteria
- Sinfonietta Consonus Orchestra – orchestra (tracce 3 e 6)
  - Michał Mierzejewski – direzione orchestra
  - Julia Ziętek – primo violino
  - Karolina Gutowska – primo violino
  - Martyna Kopiec – primo violino
  - Judyta Sawicka – primo violino
  - Katarzyna Libront – primo violino
  - Paulina Kuśmierska – primo violino
  - Magdalena Szczypińska – secondo violino
  - Karolina Janiak – secondo violino
  - Anna Gospodarek – secondo violino
  - Tomasz Chyła – secondo violino
  - Gabriela Żmigrodzka – secondo violino
  - Krzysztof Jakub Szwarc – viola
  - Maciej Rogoziński – viola
  - Ewelina Bronk-Młyńska – viola
  - Eliza Falkowska – viola
  - Weronika Kulla – violoncello
  - Alicja Rożycka – violoncello
  - Katarzyna Kamińska – violoncello
  - Damian Wdziękoński – contrabbasso
- Marcin Odyniec – sassofono (tracce 4, 6 e 9)

Produzione
- Mariusz Duda – produzione, missaggio
- Magda Srzedniccy – registrazione, missaggio
- Robert Srzedniccy – registrazione, missaggio
- Jakub Mańkowski – registrazione orchestra
- Michał Mierzejewski – registrazione orchestra
- Mariusz Duda – missaggio

## Classifiche
| Classifica (2017) | Posizione massima |
| ----------------- | ----------------- |
| Paesi Bassi       | 118               |
| Polonia           | 4                 |